# Bilzen
Bilzen, également orthographié Bilsen en français,, est une ville néerlandophone de Belgique située en Région flamande dans la province de Limbourg.
Au 1er janvier 2024, la population totale de cette commune est de 32 782 habitants>. La superficie totale est de 75,98 km2, soit une densité de population de 432,26 habitants au km².

## Toponymie
Bilisia (± 1050), Belisia (1176), Belsen (1178)

## Sections de la commune
| #  | Section        | Superf. (km²) | Habitants (2020) | Habitants par km² | Code INS |
| -- | -------------- | ------------- | ---------------- | ----------------- | -------- |
| 1  | Bilzen         | 14,81         | 10.655           | 719               | 73006A   |
| 2  | Beverst        | 12,16         | 5.460            | 449               | 73006B   |
| 3  | Munsterbilzen  | 6,03          | 4.585            | 760               | 73006C   |
| 4  | Waltwilder     | 5,51          | 1.248            | 226               | 73006D   |
| 5  | Hoelbeek       | 4,00          | 544              | 136               | 73006E   |
| 6  | Eigenbilzen    | 8,23          | 2.290            | 278               | 73006F   |
| 7  | Mopertingen    | 1,78          | 1.243            | 699               | 73006G   |
| 8  | Hees           | 3,72          | 788              | 212               | 73006H   |
| 9  | Rosmeer        | 5,03          | 918              | 183               | 73006J   |
| 10 | Kleine-Spouwen | 2,63          | 1.035            | 393               | 73006K   |
| 11 | Grote-Spouwen  | 5,26          | 1.391            | 265               | 73006L   |
| 12 | Rijkhoven      | 4,71          | 1.357            | 288               | 73006M   |
| 13 | Martenslinde   | 2,10          | 951              | 453               | 73006N   |

## Histoire
Bilzen était une des 23 « Bonnes Villes » de la principauté de Liège.
La commune devrait fusionner avec celle de Hoeselt le 1er janvier 2025 pour donner la commune de Bilsen-Hoeselt.

## Héraldique
|  | La ville possède des armoiries qui lui ont été octroyées le 10 novembre 1819 et à nouveau les 26 février 1840 et 6 juin 1989. Bilzen a reçu les droits de cité en 1386 et dans la nouvelle ville deux tribunaux ont été tenus, l'un pour le comté de Looz, l'autre pour le diocèse de Liège, car la région faisait à l'origine partie du comté de Looz, au sein du diocèse de Liège. Les plus anciens sceaux connus datent du XIVe siècle et montrent déjà un écu avec les barreaux du comté de Looz et un hêtre, du nom plus ancien de la ville, Beukenbilzen pour distinguer la ville de Eigenbilzen et Munsterbilzen, situés à proximité, beuk se traduisant hêtre en français. Aux XIVe et XVe siècles, les sceaux montraient des armoiries dont le saint patron local, Saint Martin. Le saint a de nouveau disparu au début du XVIIIe siècle des sceaux. En 1819, les armoiries furent accordées aux couleurs nationales néerlandaises, le bourgmestre ne spécifiant pas de couleurs dans la demande. Cela a été corrigé en 1840 après l'indépendance de la Belgique. Ces armoiries ont été confirmés en 1989. Blasonnement : Parti: au 1 burelé d'or et de gueules de dix pièces, au 2 d'argent à un arbre nourri de sinople sur un tertre du mesme. Source du blasonnement : Heraldy of the World. |

## Évolution démographique

### Évolution démographique avant la fusion de 1977
- Sources:INS
- 1870 : Les hameaux de Rijkhoven et Reek furent rattaché à la nouvelle commune de Rijkhoven
- 1878 : Les hameaux de Holt, Laar et Schoonbeek furent rattachés à la commune de Beverst

### Évolution démographique de la commune fusionnée
Graphe de l'évolution de la population de la commune. Les données ci-après intègrent les anciennes communes dans les données avant la fusion en 1977.
- Source : DGS - Remarque: 1831 jusqu'à 1981=recensement; depuis 1990=nombre d'habitants chaque 1er janvier[3]

## Jumelage
- Bilsen (Allemagne)

## Patrimoine
- Commanderie d'Alden Biesen

## Personnalités liées à la ville
- Henri Gielen (nl) (1849-1921), député du Limbourg à la chambre des représentants
- Camille Huysmans (1871-1968), Premier ministre belge
- Alfred Bertrand (1913-1986), homme politique belge
- Roger Martens, 1922-1945, résistant armé
- Julien Schoenaerts (1925-2006), acteur belge

- Luc Appermont (1949-), présentateur et acteur belge de télévision
- Frieda Brepoels (1955-), femme politique belge
- Bert Appermont (1973-), compositeur belge
- Kim Clijsters (1983-), joueuse de tennis belge
- Jelle Vossen (1989-), footballeur belge
- Pieter Gerkens (1995-), footballeur belge
- Yuhan Tan (1987-), joueur de badminton belge
- Lianne Tan (1990-), joueuse de badminton belge